# Niphargus kochianus
Niphargus kochianus is een vlokreeftensoort uit de familie van de Niphargidae. De wetenschappelijke naam van de soort is voor het eerst geldig gepubliceerd in 1859 door Bate.